# Willy-Brandt-Platz (Dortmund)

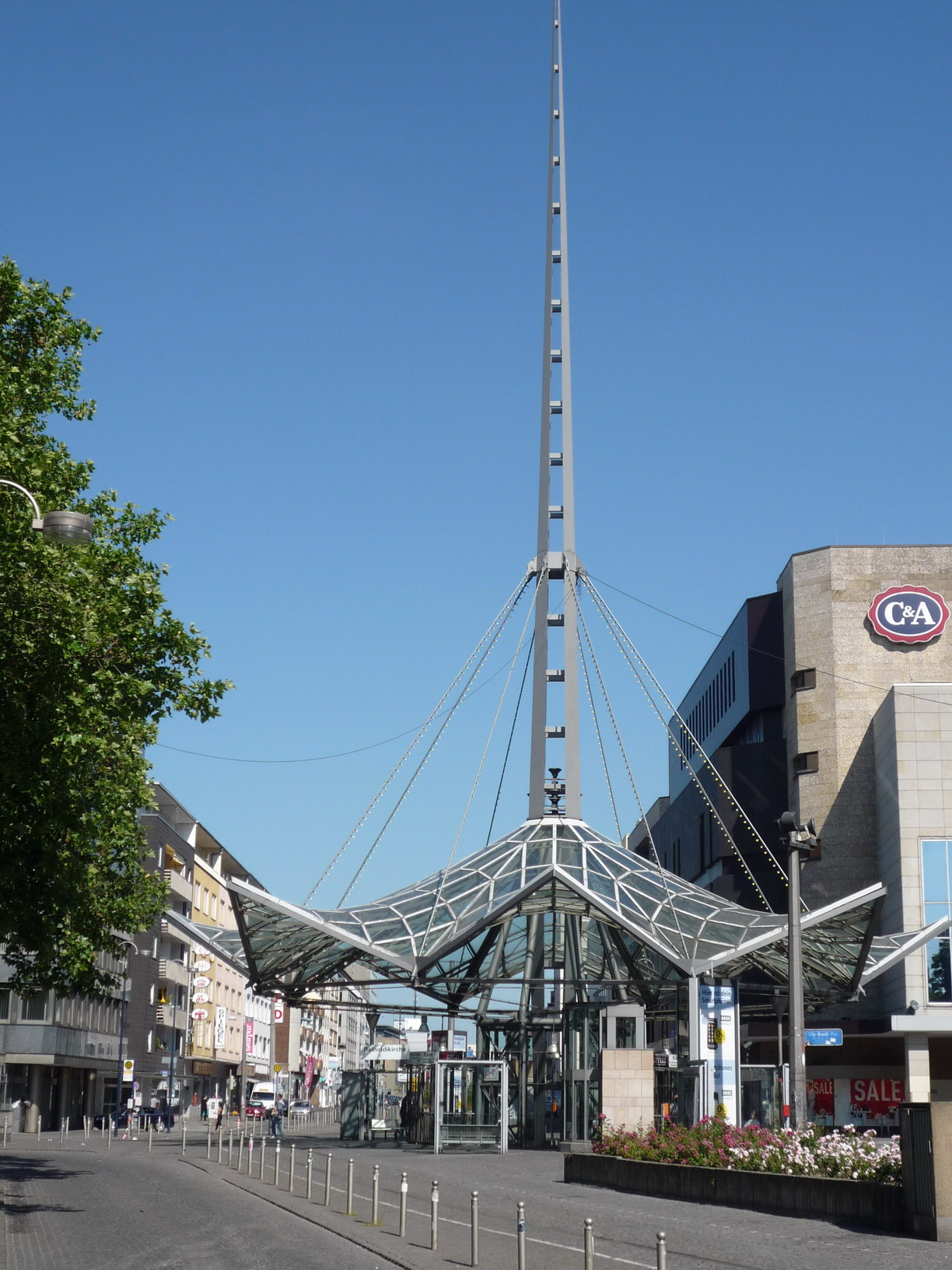
U-Bahn-Station Reinoldikirche

Der Willy-Brandt-Platz ist ein zentraler Platz in der Dortmunder Innenstadt.
Er befindet sich nordöstlich zu Füßen der Reinoldikirche. Zentrales Bauwerk auf dem Platz ist die Stadtbahnhaltestelle Reinoldikirche, ein Glas-Stahl-Bauwerk mit einem Stahlpylon oberhalb. Der Willy-Brandt-Platz grenzt im Süden an die beiden wichtigsten Dortmunder Einkaufsstraßen Westenhellweg und Ostenhellweg. Hier öffnet sich der Platz mit dem Europabrunnen zur Kleppingstraße.
Bis April 2008 befuhren drei oberirdische Straßenbahnlinien den Platz in der Ost-West-Achse. Mit der Fertigstellung der unterirdischen Stadtbahnlinie im Frühjahr 2008 ging eine Neugestaltung des Platzes einher.
Koordinaten: 51° 30′ 54″ N, 7° 28′ 7″ O